# Alpandeire (kommunhuvudort)
Alpandeire är en kommunhuvudort i Spanien.   Den ligger i provinsen Provincia de Málaga och regionen Andalusien, i den södra delen av landet, 400 km söder om huvudstaden Madrid. Alpandeire ligger 702 meter över havet och antalet invånare är 285.
Terrängen runt Alpandeire är kuperad. Runt Alpandeire är det glesbefolkat, med 8 invånare per kvadratkilometer. Närmaste större samhälle är Ronda, 12,4 km norr om Alpandeire. I omgivningarna runt Alpandeire växer i huvudsak blandskog.